# Campeonato de Tercera División 1941 (Argentina)
El Campeonato de Tercera División de 1941 fue el torneo que constituyó la séptima temporada de la tercera división de argentina en la era profesional de la rama de los clubes directamente afiliados a la AFA y la séptima edición de la Tercera División bajo esa denominación. Fue disputado por 12 equipos.
Los nuevos participantes fueron Liniers Sud, que fue afiliado por la AFA, y Estudiantes y Boulogne, descendidos de la Segunda División.
Se consagró campeón por segunda vez el Club Sportivo Alsina, tras vencer por 5 a 0 a Boulogne en la penúltima fecha, y obtuvo el único ascenso. No hubo descendidos ya que no existía categoría inmediatamente inferior.

## Ascensos y descensos
| Desafiliados |
| ------------ |
| No hubo      |

| Posición | Ascendidos a la Segunda División |
| -------- | -------------------------------- |
| 1.º      | Nueva Chicago                    |

| Nuevos afiliados |
| ---------------- |
| Liniers Sud      |

| Posición | Descendido de la Segunda División |
| -------- | --------------------------------- |
| 17.º     | Estudiantes                       |
| 18.º     | Boulogne                          |

- De esta manera, el número de participantes aumentó a 12.

## Equipos
| Equipo               | Ciudad          |
| -------------------- | --------------- |
| Bella Vista          | Bella Vista     |
| Boulogne             | Boulogne        |
| Central Argentino    | Villa Maipú     |
| Huracán de San Justo | San Justo       |
| Estrella Blanca      | Lanús           |
| Estudiantes          | Buenos Aires    |
| J. J. de Urquiza     | Caseros         |
| Liniers Sud          | San Justo       |
| Marplatense          | Lanús           |
| Alsina               | Valentín Alsina |
| Sp. Buenos Aires     | Buenos Aires    |
| Sp. Palermo          | Villa Lynch     |

### Distribución geográfica de los equipos
| Región                        | Cant. | Equipos                                     |
| ----------------------------- | ----- | ------------------------------------------- |
| Partido de Lanús              | 3     | Estrella Blanca, Marplatense y Sp. Alsina   |
| Ciudad de Buenos Aires        | 3     | Estudiantes, Sp. Buenos Aires y Sp. Palermo |
| Partido de La Matanza         | 2     | Huracán de San Justo y Liniers Sud          |
| Partido de General San Martín | 1     | Central Argentino                           |
| Partido de San Isidro         | 1     | Boulogne                                    |
| Partido de San Miguel         | 1     | Bella Vista                                 |
| Partido de Tres de Febrero    | 1     | J. J. de Urquiza                            |

## Formato
Los 12 clubes se enfrentaron entre sí a dos ruedas por el sistema de todos contra todos. Al finalizar el torneo, el ganador se consagró campeón y obtuvo el único ascenso en disputa a la Segunda División. No hubo descensos ya que no había categoría inmediatamente inferior.

## Tabla de posiciones final
| Pos. | Equipo               | Pts. | PJ | PG | PE | PP | GF | GC | Dif. |
| ---- | -------------------- | ---- | -- | -- | -- | -- | -- | -- | ---- |
| 1.º  | Sportivo Alsina      | 36   | 22 | 17 | 2  | 3  | 63 | 18 | 45   |
| 2.º  | J. J. de Urquiza     | 33   | 22 | 14 | 5  | 3  | 56 | 32 | 24   |
| 3.º  | Liniers Sud          | 31   | 22 | 12 | 7  | 3  | 49 | 22 | 27   |
| 4.º  | Huracán de San Justo | 27   | 22 | 11 | 5  | 6  | 48 | 36 | 12   |
| 5.º  | Marplatense          | 23   | 22 | 10 | 3  | 9  | 42 | 40 | 2    |
| 6.º  | Boulogne             | 20   | 22 | 10 | 4  | 8  | 33 | 28 | 5    |
| 7.º  | Estudiantes          | 20   | 22 | 8  | 4  | 10 | 36 | 41 | −5   |
| 8.º  | Sp. Palermo          | 20   | 22 | 7  | 6  | 9  | 41 | 48 | −7   |
| 9.º  | Sp. Buenos Aires     | 19   | 22 | 8  | 3  | 11 | 33 | 49 | −16  |
| 10.º | Central Argentino    | 18   | 22 | 7  | 4  | 11 | 53 | 53 | 0    |
| 11.º | Bella Vista          | 11   | 22 | 3  | 5  | 14 | 27 | 52 | −25  |
| 12.º | Estrella Blanca      | 2    | 22 | 0  | 2  | 20 | 20 | 82 | −62  |

|  | Se consagró campeón y ascendió a Segunda División. |

| 1. |